# Terry Leahy
Sir Terence Patrick Leahy (ur. 28 lutego 1956 w Liverpoolu) – brytyjski przedsiębiorca, prezes Tesco.

## Życiorys
Terry Leahy urodził się 28 lutego 1956 roku w Liverpoolu, w dzielnicy Belle Vale, jako syn pielęgniarki i trenera chartów. W odróżnieniu od rodzeństwa nie zakończył edukacji w wieku 16 lat dzięki pomocy jednego z nauczycieli ze szkoły podstawowej. Dzięki tej pomocy dostał się do dobrej szkoły średniej, a następnie ukończył studia w dziedzinie zarządzania na Uniwersytecie w Manchesterze.
Zaraz po studiach starał się o pracę w dziale marketingu Tesco, ale został przyjęty dopiero rok później, po drugiej aplikacji. Już w 1981 roku został jednym z menadżerów, trzy lata później dyrektorem, w 1992 roku członkiem rady nadzorczej, a trzy lata później zastępcą dyrektora zarządzającego.
W 1997 roku Leahy został prezesem Tesco i zajął się unowocześnianiem strategii firmy. Jego inicjatywą było wprowadzenie programu lojalnościowego, powołanie własnego banku i rozwój sprzedaży internetowej. Za jego rządów Tesco zaczęło budować sklepy w Europie i na innych kontynentach.
W 2002 roku otrzymał tytuł szlachecki. Wielokrotnie nagradzany przez branżę menadżerską. W marcu 2011 roku przeszedł na emeryturę.
Żonaty z Alison Leahy, para ma troje dzieci.